# زهيرة زقطان
زهيرة خليل زقطان (مواليد 1956 في مخيم عقبة جبر، أريحا، فلسطين) هي كاتبة وفنانة تشكيلية فلسطينية، وهي عضوة رابطة الكتّاب الأردنيين واتحاد الكتاب العرب واتحاد كتاب فلسطين.

## النشأة والدراسة
ولدت في عقبة جبر عام 1956 لعائلة من زكريا، ووالدها الشاعر خليل زقطان (1928-1980) الذي عمل بعد النكبة موظفا في الأنروا. تنقلت مع أسرتها حسب أماكن عمل والدها في المخيمات الفلسطينية وعاشت في مخيم الكرامة في الأعوام 1960 إلى 1967، ثم انتقلت إلى عمّان. أشقائها الكاتب غسان زقطان، الناقد زهير زقطان، الكاتب والموسيقي وضاح زقطان.
درست في مدارس وكالة غوث وتشغيل اللاجئين الفلسطينيين، أنهت دراسة الثانوية عام 1974، ثم حصلت على شهادة البكالوريوس في الفلسفة وعلم النفس من جامعة بيروت العربية عام 1979.

## حياتها المهنية
اهتمت باللتراث الشعبي، فأقامت عشرات المعارض الشخصية التي تضمنت لوحات تراثية مشغولة بالتطريز على القماش في الأردن ولبنان وتونس ومصر والعراق وفلسطين. كما عملت مقررة للجنة التراث الشعبي في رابطة الكتّاب الأردنيين.

## مؤلفاتها
- «أوراق غزالة» (قصص)، 1987[13]
- «النعمان وقصص أخرى» (قصص)، 1999
- «أوغاريت: ذاكرة حقل» (نصوص)، 2003[14]
- «مضى زمن النرجس» (رواية)، 2007[15]
- «داخل السور القديم» (نصوص)، 2009
- «الساهرات أصبحن خارج البيت» (ديوان شعري)، 2016[16]
- «تلالك بعيدة»، 2018[17]
- «ذهب السابقين»، 2018[18]

## روابط خارجية
- مقالاتها على موقع جريدة الشرق الأوسط